# 2019 balesetei
Ez a lap 2019 jelentősebb, súlyosabb, több embert érintő vagy nagyobb sajtóvisszhangot kapott baleseteit, tömegkatasztrófáit sorolja fel.

## Események

### Január
- január 2. – Dánia: Vonatbaleset a  Sjælland és Fyn szigetek közti Nagy-Bælt hídon. Hatan meghaltak és több mint tízen megsebesültek.[1]
- január 4. – Lengyelország: 5 tinédzser meghalt egy szabadulószobában kitört tűzben Koszalinben. A vizsgálatok szerint egy gázpalack robbanása okozta a tüzet. Az eset után a szabadulószoba tulajdonosát őrizetbe vették.[2][3][4][5]
- január 6. – Thaiföld: Felborult egy turistákat szállító busz, a balesetben hatan meghaltak és ötvenen megsebesültek.[6]
- január 8. – Hongkong: Tűz ütött ki egy kerozinszállító vietnami tankeren a Lamma-szigetnél. A balesetben egy ember meghalt, kettő eltűnt.[7]
- január 9. – Franciaország: Gyakorlatozás közben lezuhant egy francia Mirage 2000D típusú harci gép, a két pilóta meghalt.[8]
- január 10. – Hollandia: Egy háztartási balesetben súlyos égési sérüléseket szenvedett Sjinkie Knegt gyorskorcsolyázó.[9]
- január 11. – Kanada: Egy buszmegállóba hajtott egy emeletes busz Ottawában, a balesetben hárman meghaltak és több mint húszan megsérültek.[10]
- január 12.
  - Franciaország: Gázrobbanás miatt részben megsemmisült és kiégett egy lakóház Párizs IX. kerületében. A balesetben négyen meghaltak, több mint 50-en megsebesültek.[11]
  - Nigéria – Felborult és felrobbant egy olajszállító tartálykocsi, a hivatalos adatok szerint 12 halálos áldozata és 2 sebesültje volt a balesetnek.[12]
- január 13. – Spanyolország: Egy 100 méter mély és mindössze 25 cm átmérőjű kútba esett egy kisfiú a dél-spanyolországi Andalúziában lévő Totalán település egyik birtokának hegyvidéki területén.[13][14][15][16][17][18]
- január 14.
  - Oroszország: Gázrobbanás miatt megsemmisült egy lakóház felső része a Rosztovi területen lévő Sahtiban. A balesetben egy ember meghalt, több eltűnt.[19]
  - Irán: Lezuhant egy Boeing 707-es típusú repülőgép az Alborz tartományban lévő Karadzs Fath nevű repülőterén.[20]
- január 18.
  - Oroszország: Összeütközött két Szu–34-es vadászbombázó az ország távol-keleti részén. A balesetben két pilóta meghalt.[21]
  - Mexikó: A Hidalgo állambeli Tlahuelilpanban a Pemex vállalat olajvezetékét illegálisan megfúrták, és a kifolyt anyag felrobbant. A robbanásban 68-an vesztették életüket, később további 67 sérült hunyt el.[22]
- január 19. – Bolívia: Összeütközött két autóbusz az Altiplano egy útján, a balesetben 22-en meghaltak.[23]
- január 20. – Franciaország: Kigyulladt egy síközpont Courchevelben, a tűzben ketten meghaltak és 25 ember megsérült.[24]
- január 21.
  - Tajvan: Halálra fagyott Gigi Wu 36 éves túrázó miután lezuhant egy szakadékba a Yushan Nemzeti Parkban. Halálát az okozta, hogy azzal próbált hírnevet szerezni, hogy mindig bikiniben túrázott alacsony hőmérsékletű helyeken is.[25]
  - Magyarország: Összeütközött 8 autó az M3-as autópályán, Mezőkeresztes közelében. A balesetben négyen meghaltak.[26]
  - Nagy-Britannia – A La Manche-csatorna fölött magánrepülőgépén eltűnt Emiliano Sala argentin futballista, miközben Nantes-ból tartott új klubjának székhelye, Cardiff felé.[27]

- január 22. – Oroszország: Murmanszk közelében kényszerleszállást hajtott végre az orosz légierő egy Tu-22M3-as típusú bombázója, a balesetben hárman meghaltak.[28]
- január 23. – Magyarország: Tűz ütött ki Budapesten egy IX. kerületi kollégiumban a Markusovszky téren. A gyújtogatás következtében keletkezett tűzben egy ember meghalt.[29]
- január 25. – Brazília: Több mint 300 ember eltűnt és legalább 34 személy meghalt, amikor egy Minas Gerais államban lévő vasércbánya zagytározó gátja átszakadt és 12 millió köbméter iszap ömlött ki.[30][31][32]

- január 26. – Spanyolország: Megtaláltak a 2 héttel korábban, január 13-án 100 méter mély kútba esett 2 éves kisfiú holttestét.[33]

### Február
- február 3. – Oroszország: 7 ember meghalt Kaluga megyében, amikor felborult egy autóbusz.[34]
- február 4.
  - USA: 5 ember meghalt Kaliforniában, amikor lakóházra zuhant egy Cessna414A típusú kisrepülőgép[35]
  - Bahama-szigetek: Elsüllyedt egy hajó, mely haiti bevándorlókat szállított. A balesetben 28-an meghaltak.[36]
  - La Manche-csatorna: Megtalálták annak a kisrepülőgépnek a roncsait, mely 2 héttel korábban tűnt el a csatorna felett, és amely Emiliano Sala focistát szállította. A roncsban egy holttestet találtak.[37]
- február 5. – Franciaország: Párizsban kigyulladt egy épület, a tűzben 10 ember halt meg. A hatóságok szerint szándékos gyújtogatás történt.[38]
- február 6.
  - Törökország: Összeomlott egy hétemeletes épület Isztambulban, legalább hárman meghaltak. A hatóságok szerint az épület felső három emeletét engedély nélkül építették.[39]
  - Nagy-Britannia: Staffordban négy gyerek halt meg egy lakástűzben, az ötödiket a szülők kimentették.[40]
- február 7. – Brazília: Tűz ütött ki a Rio de Janeiro-i Flamengo futball-csapat központjában. A balesetben 10 ember meghalt.[41]
- február 8. – Nagy-Britannia: A dorseti rendőrség bejelentette, hogy a február 4-én, a La Manche-csatornában talált repülőgéproncsban Emiliano Sala focista holttestét találták meg.[42]